# Богомолов, Василий Иванович
Василий Иванович Богомолов — командир отделения роты противотанковых ружей 981-го гвардейского стрелкового полка (253-я стрелковая дивизия, 3-я гвардейская армия, 1-й Украинский фронт) младший сержант.

## Биография
Василий Иванович Богомолов родился в крестьянской семье в деревне Бредихино Тамбовского уезда Тамбовской губернии (в настоящее время Ржаксинский район Тамбовской области). Окончил 4 класса начальной школы, работал в колхозе. В 1931 году был призван в ряды Красной армии, в 1933 году демобилизовался и поселился в городе Харьков, где работал слесарем на электромеханическом заводе. В октябре 1943 года Харьковским горвоенкоматом был снова призван в ряды Красной армии и с ноября 1943 года на фронтах Великой Отечественной войны.
15 июля 1944 года в бою у села Лемешов Гороховского района Волынской области младший сержант Богомолов, находясь в расчёте противотанкового ружья, уничтожил пулемёт. Во время боя осколком снаряда было повреждено ПТР, но Богомолов, вооружившись ручным пулемётом, бросился вперёд и уничтожил в ходе боя 8 солдат противника. Ворвавшись первым в траншею, продолжал вести огонь, дав нашим подразделениям продвинуться вперёд. В ходе боя получил лёгкое ранение, но продолжал бой. Приказом по 253-й стрелковой дивизии от 24 ноября 1944 года он был награждён орденом Славы 3-й степени.
При прорыве укреплений противника на Сандомирском плацдарме в районе города Краков 13 января 1945 года отделение противотанковых ружей уничтожило 4 огневые точки противника, дав возможность войскам продвинуться вперёд. Богомолов первым ворвался во вторую траншею противника и автоматным огнём и гранатами уничтожил 10 солдат противника. Приказом по 3-й гвардейской армии от 5 марта 1945 года он был награждён орденом Славы 2-й степени.
19 февраля 1945 года отделение младшего сержанта Богомолова в районе города Губин уничтожил 3 огневые точки противника, а когда противник пошёл в контратаку, с криками «Ура!», «За Родину!», «За Сталина!» поднял отделение в бой. В бою истребил 20 солдат противника. 23 февраля 1945 года Богомолов с отделением отразил две контратаки противника, уничтожил 18 солдат, 2 офицеров и ещё 5 взял в плен. Был представлен к ордену Красного Знамени, но 16 мая 1945 года приказом по 3-й гвардейской армии был повторно награждён орденом Славы 2-й степени. Указом Президиума Верховного Совета СССР 31 марта 1956 года он был перенаграждён орденом Славы 1-й степени.
Старшина Богомолов был демобилизован в сентябре 1945 года. Жил в Харькове, работал слесарем на заводе.
Василий Иванович Богомолов скончался 15 декабря 1983 года.

## Память
- Похоронен на Даниловском кладбище города Харьков.